# Galaxea fascicularis
Galaxea fascicularis ist eine Steinkoralle (Scleractinia). Sie lebt im Roten Meer und im tropischen Indopazifik von der Küste Ostafrikas bis nach Fidschi und Samoa. Im Deutschen wird sie Kristallkoralle genannt.

## Lebensraum
In der Natur wachsen sie oft in Lagunen mit trüben Wasser und küstennahen Riffen unter Überhängen. Auf der inneren Seite von Saumriffen ist sie oft die vorherrschende Art. Sie lebt oft zusammen mit Schwämmen, Röhrenkorallen der Art Tubipora musica und Knallkrebsen.

## Aussehen
Das Kalkskelett ist sehr porös und brüchig. Die braunen oder grünen Polypen haben weiße Tentakelspitzen. Sie sitzen in kleinen, kronenartigen Koralliten mit einem Durchmesser von etwa fünf Millimeter. Sie wachsen eng an das Substrat gebunden, können aber auch mehrere Meter große, unregelmäßig gewölbte Kolonien bilden. 

## Aquarienpflege
Galaxea fascicularis ist im Korallenriffaquarium nach einer Eingewöhnungszeit nicht allzu schwer zu pflegen. Von Nachteil sind ihre starke Nesselkraft, ihre ausgesprochen langen Kampftentakel und ihre Empfindlichkeit  gegen den einzelligen Parasiten Porpostoma notatum, der den als „Brown Jelly“ bezeichneten Gewebeverlust verursacht. Um Vernesselungen zu vermeiden, sollte die Kristallkoralle in einen größeren Abstand zu anderen sessilen Tieren eingesetzt werden.

## Weblink
- Galaxea fascicularis in der Roten Liste gefährdeter Arten der IUCN 2013.2. Eingestellt von: Hoeksema, B., Rogers, A. & Quibilan, M., 2008. Abgerufen am 10. Dezember 2013.